# Pompierre
Pompierre är en kommun i departementet Vosges i regionen Grand Est (tidigare regionen Lorraine) i nordöstra Frankrike. Kommunen ligger i kantonen Neufchâteau som tillhör arrondissementet Neufchâteau. År 2022 hade Pompierre 191 invånare.

## Befolkningsutveckling
Antalet invånare i kommunen Pompierre
| Referens: INSEE |